# Protanyderus alexanderi
Protanyderus alexanderi är en tvåvingeart som beskrevs av Keizo Kariya 1935. Protanyderus alexanderi ingår i släktet Protanyderus och familjen Tanyderidae. Inga underarter finns listade i Catalogue of Life.